# Superlega (2025/2026)
Superlega Credem Banca 2025/2026 − 81. edycja mistrzostw Włoch w piłce siatkowej zorganizowana przez stowarzyszenie Lega Pallavolo Serie A. Rozpoczęła się 19 października 2025 roku.
W Superlega Credem Banca uczestniczyło 12 drużyn. Do najwyższej klasy rozgrywkowej dołączył mistrz Serie A2 – MA Acqua S.Bernardo Cuneo.
Rozgrywki składały się z fazy zasadniczej, fazy play-off wyłaniającej mistrza Włoch oraz fazy play-off o 5. miejsce w europejskich pucharach. W fazie zasadniczej drużyny rozegrały ze sobą po dwa mecze. Osiem najlepszych zespołów awansowało do fazy play-off, która obejmowała ćwierćfinały, półfinały oraz finał.

## Drużyny uczestniczące
W SuperLega Credem Banca w sezonie 2025/2026 uczestniczyło 12 drużyn. Do najwyższej klasy rozgrywkowej dołączył mistrz Serie A2 sezonu 2024/2025 – MA Acqua S.Bernardo Cuneo.
| SuperLega Credem Banca 2025/2026 | SuperLega Credem Banca 2025/2026 | SuperLega Credem Banca 2025/2026 |                  |
| -------------------------------- | -------------------------------- | -------------------------------- | ---------------- |
| Itas Trentino                    | 1                                | mistrzostwo                      | Liga Mistrzów    |
| Cucine Lube Civitanova           | 3                                | finał                            | Liga Mistrzów    |
| Sir Safety Perugia               | 2                                | 3. miejsce                       | Liga Mistrzów    |
| Gas Sales Bluenergy Piacenza     | 5                                | 4. miejsce                       | Puchar CEV       |
| Allianz Milano                   | 6                                | 5. miejsce                       | Puchar Challenge |
| Valsa Group Modena               | 7                                | finał o 5. miejsce               |                  |
| Rana Verona                      | 4                                | półfinał o 5. miejsce            |                  |
| Sonepar Padova                   | 9                                | półfinał o 5. miejsce            |                  |
| Cisterna Volley                  | 8                                | 9. miejsce                       |                  |
| Yuasa Battery Grottazzolina      | 10                               | 10. miejsce                      |                  |
| Mint Vero Volley Monza           | 11                               | —                                |                  |
| Awans z Serie A2 Credem Banca    |                                  |                                  |                  |
| MA Acqua S.Bernardo Cuneo        | 4                                | mistrzostwo                      |                  |

| Oznaczenia: - kolumna druga – miejsce zajęte w poprzednim sezonie w fazie zasadniczej, - kolumna trzecia – osiągnięcie w fazie play-off. |

### Awanse i spadki
| Poz. | Spadek z Superlega 2024/2025 |
| ---- | ---------------------------- |
| 12.  | Gioiella Prisma Taranto      |

| Poz. | Awans z Serie A2 2024/2025 |
| ---- | -------------------------- |
| 1.   | MA Acqua S.Bernardo Cuneo  |

## System rozgrywek
SuperLega Credem Banca w sezonie 2025/2026 składała się z fazy zasadniczej oraz fazy play-off.

### Faza zasadnicza
W fazie zasadniczej 12 drużyn rozegrało ze sobą po dwa spotkania systemem kołowym (mecz u siebie i rewanż na wyjeździe). Osiem najlepszych zespołów awansowało do fazy play-off. Te z miejsc 9–11 trafiły do fazy play-off o 5. miejsce, natomiast drużyna, która zajęła ostatnie miejsce, spadła do Serie A2.
Osiem najlepszych zespołów po pierwszej rundzie fazy zasadniczej (czyli po 11. kolejce) uzyskało prawo gry w Pucharze Włoch.

### Faza play-off
Faza play-off obejmowała ćwierćfinały, półfinały i finał.
Pary ćwierćfinałowe ustalono na podstawie miejsc zajętych przez poszczególne zespoły w fazie zasadniczej według klucza:
- para 1: 1–8,
- para 2: 4–5,
- para 3: 2–7,
- para 4: 3–6.

Pary półfinałowe utworzyły:
- para 1: drużyna z ćwierćfinałowej pary 1 – drużyna z ćwierćfinałowej pary 2,
- para 2: drużyna z ćwierćfinałowej pary 3 – drużyna z ćwierćfinałowej pary 4.

Triumfatorzy półfinałów awansowali do finału, którego zwycięzca został mistrzem Włoch.
We wszystkich rundach fazy play-off rywalizacja w parach toczyła się do trzech zwycięstw ze zmianą gospodarza po każdym meczu. Gospodarzem pierwszego spotkania była drużyna, która w fazie zasadniczej zajęła wyższe miejsce.
Schemat drabinki fazy play-off
|  |                                    |                                    |                                    |  |  |                                 |                                 |                                 |  |  |                             |                             |                             |
|  | Ćwierćfinały (do trzech zwycięstw) | Ćwierćfinały (do trzech zwycięstw) | Ćwierćfinały (do trzech zwycięstw) |  |  | Półfinały (do trzech zwycięstw) | Półfinały (do trzech zwycięstw) | Półfinały (do trzech zwycięstw) |  |  | Finał (do trzech zwycięstw) | Finał (do trzech zwycięstw) | Finał (do trzech zwycięstw) |
|  | Ćwierćfinały (do trzech zwycięstw) | Ćwierćfinały (do trzech zwycięstw) | Ćwierćfinały (do trzech zwycięstw) |  |  | Półfinały (do trzech zwycięstw) | Półfinały (do trzech zwycięstw) | Półfinały (do trzech zwycięstw) |  |  | Finał (do trzech zwycięstw) | Finał (do trzech zwycięstw) | Finał (do trzech zwycięstw) |
|  | Para 1                             |                                    |                                    |  |  |                                 |                                 |                                 |  |  |                             |                             |                             |
|  |                                    |                                    |                                    |  |  |                                 |                                 |                                 |  |  |                             |                             |                             |
|  | 1. miejsce w fazie zasadniczej     |                                    |                                    |  |  |                                 |                                 |                                 |  |  |                             |                             |                             |
|  |                                    |                                    | Para 5                             |  |  |                                 |                                 |                                 |  |  |                             |                             |                             |
|  | 8. miejsce w fazie zasadniczej     |                                    |                                    |  |  |                                 |                                 |                                 |  |  |                             |                             |                             |
|  |                                    |                                    | zwycięzca w parze 1                |  |  |                                 |                                 |                                 |  |  |                             |                             |                             |
|  | Para 2                             |                                    |                                    |  |  |                                 |                                 |                                 |  |  |                             |                             |                             |
|  |                                    |                                    | zwycięzca w parze 2                |  |  |                                 |                                 |                                 |  |  |                             |                             |                             |
|  | 4. miejsce w fazie zasadniczej     |                                    |                                    |  |  |                                 |                                 |                                 |  |  |                             |                             |                             |
|  |                                    |                                    |                                    |  |  | Para 7                          |                                 |                                 |  |  |                             |                             |                             |
|  | 5. miejsce w fazie zasadniczej     |                                    |                                    |  |  |                                 |                                 |                                 |  |  |                             |                             |                             |
|  |                                    |                                    | zwycięzca w parze 5                |  |  |                                 |                                 |                                 |  |  |                             |                             |                             |
|  | Para 3                             |                                    |                                    |  |  |                                 |                                 |                                 |  |  |                             |                             |                             |
|  |                                    |                                    | zwycięzca w parze 6                |  |  |                                 |                                 |                                 |  |  |                             |                             |                             |
|  | 2. miejsce w fazie zasadniczej     |                                    |                                    |  |  |                                 |                                 |                                 |  |  |                             |                             |                             |
|  |                                    |                                    | Para 6                             |  |  |                                 |                                 |                                 |  |  |                             |                             |                             |
|  | 7. miejsce w fazie zasadniczej     |                                    |                                    |  |  |                                 |                                 |                                 |  |  |                             |                             |                             |
|  |                                    |                                    | zwycięzca w parze 3                |  |  |                                 |                                 |                                 |  |  |                             |                             |                             |
|  | Para 4                             |                                    |                                    |  |  |                                 |                                 |                                 |  |  |                             |                             |                             |
|  |                                    |                                    | zwycięzca w parze 4                |  |  |                                 |                                 |                                 |  |  |                             |                             |                             |
|  | 3. miejsce w fazie zasadniczej     |                                    |                                    |  |  |                                 |                                 |                                 |  |  |                             |                             |                             |
|  |                                    |                                    |                                    |  |  |                                 |                                 |                                 |  |  |                             |                             |                             |
|  | 6. miejsce w fazie zasadniczej     |                                    |                                    |  |  |                                 |                                 |                                 |  |  |                             |                             |                             |
|  |                                    |                                    |                                    |  |  |                                 |                                 |                                 |  |  |                             |                             |                             |

### Faza play-off o 5. miejsce
Wariant 1 – Zwycięzca fazy zasadniczej awansował do półfinału fazy play-off

W fazie play-off o 5. miejsce uczestniczyły: zespoły z miejsc 9–11 fazy zasadniczej oraz te, które odpadły w ćwierćfinałach fazy play-off. Drużyna najwyżej sklasyfikowana w fazie zasadniczej rozpoczęła tę fazę rozgrywek bezpośrednio od półfinału. Pozostałe rywalizowały w ćwierćfinałach. Pary ćwierćfinałowe ustalono według klucza:
- para 1: czwarty najwyżej sklasyfikowany zespół w fazie zasadniczej – drużyna z 9. miejsca,
- para 2: drugi najwyżej sklasyfikowany zespół w fazie zasadniczej – drużyna z 11. miejsca,
- para 3: trzeci najwyżej sklasyfikowany zespół w fazie zasadniczej – drużyna z 10. miejsca.

Pary półfinałowe utworzyły:
- najwyżej sklasyfikowany zespół w fazie zasadniczej – zwycięzca w ćwierćfinałowej parze 1,
- zwycięzca w ćwierćfinałowej parze 2 – zwycięzca w ćwierćfinałowej parze 3.

We wszystkich rundach rywalizacja toczyła się do dwóch wygranych ze zmianą gospodarza po każdym meczu. Gospodarzem pierwszego meczu był zespół wyżej sklasyfikowany w fazie zasadniczej. Zwycięzca finału uzyskał prawo gry w Pucharze Challenge w sezonie 2026/2027.
Wariant 2 – Zwycięzca fazy zasadniczej nie awansował do półfinału fazy play-off

W fazie play-off o 5. miejsce uczestniczyły: zespoły z miejsc 9–11 fazy zasadniczej, trzy drużyny, które odpadły w ćwierćfinałach fazy play-off (z wyjątkiem zwycięzcy fazy zasadniczej) oraz najniżej sklasyfikowany w fazie zasadniczej przegrany półfinału fazy play-off. Przegrany półfinału fazy play-off rozpoczął tę fazę rozgrywek bezpośrednio od półfinału. Pary ćwierćfinałowe ustalono według klucza:
- para 1: trzeci najwyżej sklasyfikowany zespół w fazie zasadniczej – drużyna z 9. miejsca,
- para 2: najwyżej sklasyfikowany zespół w fazie zasadniczej – drużyna z 11. miejsca,
- para 3: drugi najwyżej sklasyfikowany zespół w fazie zasadniczej – drużyna z 10. miejsca.

W ćwierćfinałach rywalizacja toczyła się do dwóch zwycięstw ze zmianą gospodarza po każdym meczu. Gospodarzem pierwszego meczu był zespół wyżej sklasyfikowany w fazie zasadniczej.
Pary półfinałowe utworzyły:
- zespół z półfinału fazy play-off – zwycięzca w ćwierćfinałowej parze 1,
- zwycięzca w ćwierćfinałowej parze 2 – zwycięzca w ćwierćfinałowej parze 3.

Półfinały i finał rozgrywano w formule dwumeczu. Gospodarzem pierwszego meczu w parze był zespół niżej sklasyfikowany w fazie zasadniczej. Zwycięzca finału uzyskał prawo gry w Pucharze Challenge w sezonie 2026/2027.

### Przydział miejsc w europejskich pucharach
Wariant 1 – Zwycięzca fazy zasadniczej awansował do półfinału fazy play-off

Miejsca w europejskich pucharach zostały przyznane zgodnie z poniższym kluczem:
- Liga Mistrzów: (1) mistrz Włoch; (2) finalista fazy play-off oraz (3) wyżej sklasyfikowany przegrany półfinału fazy play-off;
- Puchar CEV: niżej sklasyfikowany przegrany półfinału fazy play-off;
- Puchar Challenge: zwycięzca fazy play-off o 5. miejsce.

Wariant 2 – Zwycięzca fazy zasadniczej nie awansował do półfinału fazy play-off

Miejsca w europejskich pucharach zostały przyznane zgodnie z poniższym kluczem:
- Liga Mistrzów: (1) mistrz Włoch; (2) finalista fazy play-off oraz (3) zwycięzca fazy zasadniczej;
- Puchar CEV: wyżej sklasyfikowany przegrany półfinału fazy play-off;
- Puchar Challenge: zwycięzca fazy play-off o 5. miejsce.

### Kryteria ustalenia pozycji w tabeli
O kolejności w tabeli decydowały następujące kryteria:
1. liczba punktów (3:0 i 3:1 – 3 punkty dla zwycięzcy, 0 punktów dla przegranego; 3:2 – 2 punkty dla zwycięzcy, 1 punkt dla przegranego),
2. liczba zwycięstw
3. stosunek setów wygranych do przegranych,
4. stosunek małych punktów zdobytych do straconych.

## Hale sportowe
| Drużyna                      | Hala sportowa        | Miejscowość        | Region              | * |
| ---------------------------- | -------------------- | ------------------ | ------------------- | - |
| Allianz Milano               | Allianz Cloud        | Mediolan           | Lombardia           |   |
| Cisterna Volley              | Palasport            | Cisterna di Latina | Lacjum              |   |
| Cucine Lube Civitanova       | Eurosuole Forum      | Civitanova Marche  | Marche              |   |
| Gas Sales Bluenergy Piacenza | PalaBanca Sport      | Piacenza           | Emilia-Romania      |   |
| Itas Trentino                | ilT quotidiano Arena | Trydent            | Trydent-Górna Adyga |   |
| MA Acqua S.Bernardo Cuneo    | Palasport            | Cuneo              | Piemont             |   |
| Mint Vero Volley Monza       | Opiquad Arena        | Monza              | Lombardia           |   |
| Rana Verona                  | Pala AGSM AIM        | Werona             | Wenecja Euganejska  |   |
| Sir Safety Perugia           | Pala Barton          | Perugia            | Umbria              |   |
| Sonepar Padova               | Kioene Arena         | Padwa              | Wenecja Euganejska  |   |
| Valsa Group Modena           | PalaPanini           | Modena             | Emilia-Romania      |   |
| Yuasa Battery Grottazzolina  | PalaSavelli          | Porto San Giorgio  | Marche              |   |
| Źródło:                      |                      |                    |                     |   |

## Faza zasadnicza

### Tabela wyników
| Gospodarz \ Gość1            | TRE | PER | LUB | VER | PIA | MIL | MOD | CIS | PAD | GRO | MON | CUN |
| ---------------------------- | --- | --- | --- | --- | --- | --- | --- | --- | --- | --- | --- | --- |
| Itas Trentino                | -   | :   | :   | :   | :   | :   | :   | :   | :   | :   | :   | :   |
| Sir Safety Perugia           | :   | -   | :   | :   | :   | :   | :   | :   | :   | :   | :   | :   |
| Cucine Lube Civitanova       | :   | :   | -   | :   | :   | :   | :   | :   | :   | :   | :   | :   |
| Rana Verona                  | :   | :   | :   | -   | :   | :   | :   | :   | :   | :   | :   | :   |
| Gas Sales Bluenergy Piacenza | :   | :   | :   | :   | -   | :   | :   | :   | :   | :   | :   | :   |
| Allianz Milano               | :   | :   | :   | :   | :   | -   | :   | :   | :   | :   | :   | :   |
| Valsa Group Modena           | :   | :   | :   | :   | :   | :   | -   | :   | :   | :   | :   | :   |
| Cisterna Volley              | :   | :   | :   | :   | :   | :   | :   | -   | :   | :   | :   | :   |
| Sonepar Padova               | :   | :   | :   | :   | :   | :   | :   | :   | -   | :   | :   | :   |
| Yuasa Battery Grottazzolina  | :   | :   | :   | :   | :   | :   | :   | :   | :   | -   | :   | :   |
| Mint Vero Volley Monza       | :   | :   | :   | :   | :   | :   | :   | :   | :   | :   | -   | :   |
| MA Acqua S.Bernardo Cuneo    | :   | :   | :   | :   | :   | :   | :   | :   | :   | :   | :   | -   |

### Terminarz i wyniki spotkań
| Data | Godz. | Gospodarz                    | Rezultat | Gość                         | Hala sportowa | Widzów | MVP | *       |
| --- | ----- | ---------------------------- | -------- | ---------------------------- | ------------- | ------ | --- | ------- |
| 1. KOLEJKA |       |                              |          |                              |               |        |     |         |
| |       | Cucine Lube Civitanova       | :        | Yuasa Battery Grottazzolina  |               |        |     | [ 6 ]   |
| |       | Rana Verona                  | :        | Gas Sales Bluenergy Piacenza |               |        |     | [ 7 ]   |
| |       | Allianz Milano               | :        | Valsa Group Modena           |               |        |     | [ 8 ]   |
| |       | Cisterna Volley              | :        | Itas Trentino                |               |        |     | [ 9 ]   |
| |       | Sonepar Padova               | :        | MA Acqua S.Bernardo Cuneo    |               |        |     | [ 10 ]  |
| |       | Mint Vero Volley Monza       | :        | Sir Safety Perugia           |               |        |     | [ 11 ]  |
| 2. KOLEJKA |       |                              |          |                              |               |        |     |         |
| |       | Itas Trentino                | :        | Sonepar Padova               |               |        |     | [ 12 ]  |
| |       | Sir Safety Perugia           | :        | Cucine Lube Civitanova       |               |        |     | [ 13 ]  |
| |       | Gas Sales Bluenergy Piacenza | :        | Allianz Milano               |               |        |     | [ 14 ]  |
| |       | Valsa Group Modena           | :        | Mint Vero Volley Monza       |               |        |     | [ 15 ]  |
| |       | Yuasa Battery Grottazzolina  | :        | Rana Verona                  |               |        |     | [ 16 ]  |
| |       | MA Acqua S.Bernardo Cuneo    | :        | Cisterna Volley              |               |        |     | [ 17 ]  |
| 3. KOLEJKA |       |                              |          |                              |               |        |     |         |
| |       | Sir Safety Perugia           | :        | Sonepar Padova               |               |        |     | [ 18 ]  |
| |       | Cucine Lube Civitanova       | :        | Itas Trentino                |               |        |     | [ 19 ]  |
| |       | Rana Verona                  | :        | Allianz Milano               |               |        |     | [ 20 ]  |
| |       | Gas Sales Bluenergy Piacenza | :        | Valsa Group Modena           |               |        |     | [ 21 ]  |
| |       | Cisterna Volley              | :        | Yuasa Battery Grottazzolina  |               |        |     | [ 22 ]  |
| |       | Mint Vero Volley Monza       | :        | MA Acqua S.Bernardo Cuneo    |               |        |     | [ 23 ]  |
| 4. KOLEJKA |       |                              |          |                              |               |        |     |         |
| |       | Cucine Lube Civitanova       | :        | Cisterna Volley              |               |        |     | [ 24 ]  |
| |       | Rana Verona                  | :        | Itas Trentino                |               |        |     | [ 25 ]  |
| |       | Allianz Milano               | :        | Mint Vero Volley Monza       |               |        |     | [ 26 ]  |
| |       | Valsa Group Modena           | :        | Sir Safety Perugia           |               |        |     | [ 27 ]  |
| |       | Sonepar Padova               | :        | Yuasa Battery Grottazzolina  |               |        |     | [ 28 ]  |
| |       | MA Acqua S.Bernardo Cuneo    | :        | Gas Sales Bluenergy Piacenza |               |        |     | [ 29 ]  |
| 5. KOLEJKA |       |                              |          |                              |               |        |     |         |
| |       | Itas Trentino                | :        | Mint Vero Volley Monza       |               |        |     | [ 30 ]  |
| |       | Sir Safety Perugia           | :        | Rana Verona                  |               |        |     | [ 31 ]  |
| |       | Gas Sales Bluenergy Piacenza | :        | Cucine Lube Civitanova       |               |        |     | [ 32 ]  |
| |       | Cisterna Volley              | :        | Valsa Group Modena           |               |        |     | [ 33 ]  |
| |       | Sonepar Padova               | :        | Allianz Milano               |               |        |     | [ 34 ]  |
| |       | Yuasa Battery Grottazzolina  | :        | MA Acqua S.Bernardo Cuneo    |               |        |     | [ 35 ]  |
| 6. KOLEJKA |       |                              |          |                              |               |        |     |         |
| |       | Cucine Lube Civitanova       | :        | Rana Verona                  |               |        |     | [ 36 ]  |
| |       | Gas Sales Bluenergy Piacenza | :        | Sir Safety Perugia           |               |        |     | [ 37 ]  |
| |       | Allianz Milano               | :        | Yuasa Battery Grottazzolina  |               |        |     | [ 38 ]  |
| |       | Valsa Group Modena           | :        | Sonepar Padova               |               |        |     | [ 39 ]  |
| |       | Mint Vero Volley Monza       | :        | Cisterna Volley              |               |        |     | [ 40 ]  |
| |       | MA Acqua S.Bernardo Cuneo    | :        | Itas Trentino                |               |        |     | [ 41 ]  |
| 7. KOLEJKA |       |                              |          |                              |               |        |     |         |
| |       | Itas Trentino                | :        | Sir Safety Perugia           |               |        |     | [ 42 ]  |
| |       | Rana Verona                  | :        | Mint Vero Volley Monza       |               |        |     | [ 43 ]  |
| |       | Cisterna Volley              | :        | Allianz Milano               |               |        |     | [ 44 ]  |
| |       | Sonepar Padova               | :        | Cucine Lube Civitanova       |               |        |     | [ 45 ]  |
| |       | Yuasa Battery Grottazzolina  | :        | Gas Sales Bluenergy Piacenza |               |        |     | [ 46 ]  |
| |       | MA Acqua S.Bernardo Cuneo    | :        | Valsa Group Modena           |               |        |     | [ 47 ]  |
| 8. KOLEJKA |       |                              |          |                              |               |        |     |         |
| |       | Sir Safety Perugia           | :        | Cisterna Volley              |               |        |     | [ 48 ]  |
| |       | Cucine Lube Civitanova       | :        | MA Acqua S.Bernardo Cuneo    |               |        |     | [ 49 ]  |
| |       | Allianz Milano               | :        | Itas Trentino                |               |        |     | [ 50 ]  |
| |       | Valsa Group Modena           | :        | Yuasa Battery Grottazzolina  |               |        |     | [ 51 ]  |
| |       | Sonepar Padova               | :        | Rana Verona                  |               |        |     | [ 52 ]  |
| |       | Mint Vero Volley Monza       | :        | Gas Sales Bluenergy Piacenza |               |        |     | [ 53 ]  |
| 9. KOLEJKA |       |                              |          |                              |               |        |     |         |
| |       | Itas Trentino                | :        | Valsa Group Modena           |               |        |     | [ 54 ]  |
| |       | Rana Verona                  | :        | Cisterna Volley              |               |        |     | [ 55 ]  |
| |       | Gas Sales Bluenergy Piacenza | :        | Sonepar Padova               |               |        |     | [ 56 ]  |
| |       | Yuasa Battery Grottazzolina  | :        | Sir Safety Perugia           |               |        |     | [ 57 ]  |
| |       | Mint Vero Volley Monza       | :        | Cucine Lube Civitanova       |               |        |     | [ 58 ]  |
| |       | MA Acqua S.Bernardo Cuneo    | :        | Allianz Milano               |               |        |     | [ 59 ]  |
| 10. KOLEJKA |       |                              |          |                              |               |        |     |         |
| |       | Allianz Milano               | :        | Sir Safety Perugia           |               |        |     | [ 60 ]  |
| |       | Valsa Group Modena           | :        | Cucine Lube Civitanova       |               |        |     | [ 61 ]  |
| |       | Cisterna Volley              | :        | Gas Sales Bluenergy Piacenza |               |        |     | [ 62 ]  |
| |       | Sonepar Padova               | :        | Mint Vero Volley Monza       |               |        |     | [ 63 ]  |
| |       | Yuasa Battery Grottazzolina  | :        | Itas Trentino                |               |        |     | [ 64 ]  |
| |       | MA Acqua S.Bernardo Cuneo    | :        | Rana Verona                  |               |        |     | [ 65 ]  |
| 11. KOLEJKA |       |                              |          |                              |               |        |     |         |
| |       | Itas Trentino                | :        | Gas Sales Bluenergy Piacenza |               |        |     | [ 66 ]  |
| |       | Sir Safety Perugia           | :        | MA Acqua S.Bernardo Cuneo    |               |        |     | [ 67 ]  |
| |       | Cucine Lube Civitanova       | :        | Allianz Milano               |               |        |     | [ 68 ]  |
| |       | Rana Verona                  | :        | Valsa Group Modena           |               |        |     | [ 69 ]  |
| |       | Cisterna Volley              | :        | Sonepar Padova               |               |        |     | [ 70 ]  |
| |       | Mint Vero Volley Monza       | :        | Yuasa Battery Grottazzolina  |               |        |     | [ 71 ]  |
| 12. KOLEJKA |       |                              |          |                              |               |        |     |         |
| |       | Cucine Lube Civitanova       | :        | Yuasa Battery Grottazzolina  |               |        |     | [ 72 ]  |
| |       | Rana Verona                  | :        | Gas Sales Bluenergy Piacenza |               |        |     | [ 73 ]  |
| |       | Allianz Milano               | :        | Valsa Group Modena           |               |        |     | [ 74 ]  |
| |       | Cisterna Volley              | :        | Itas Trentino                |               |        |     | [ 75 ]  |
| |       | Sonepar Padova               | :        | MA Acqua S.Bernardo Cuneo    |               |        |     | [ 76 ]  |
| |       | Mint Vero Volley Monza       | :        | Sir Safety Perugia           |               |        |     | [ 77 ]  |
| 13. KOLEJKA |       |                              |          |                              |               |        |     |         |
| |       | Itas Trentino                | :        | Sonepar Padova               |               |        |     | [ 78 ]  |
| |       | Sir Safety Perugia           | :        | Cucine Lube Civitanova       |               |        |     | [ 79 ]  |
| |       | Gas Sales Bluenergy Piacenza | :        | Allianz Milano               |               |        |     | [ 80 ]  |
| |       | Valsa Group Modena           | :        | Mint Vero Volley Monza       |               |        |     | [ 81 ]  |
| |       | Yuasa Battery Grottazzolina  | :        | Rana Verona                  |               |        |     | [ 82 ]  |
| |       | MA Acqua S.Bernardo Cuneo    | :        | Cisterna Volley              |               |        |     | [ 83 ]  |
| 14. KOLEJKA |       |                              |          |                              |               |        |     |         |
| |       | Sir Safety Perugia           | :        | Sonepar Padova               |               |        |     | [ 84 ]  |
| |       | Cucine Lube Civitanova       | :        | Itas Trentino                |               |        |     | [ 85 ]  |
| |       | Rana Verona                  | :        | Allianz Milano               |               |        |     | [ 86 ]  |
| |       | Gas Sales Bluenergy Piacenza | :        | Valsa Group Modena           |               |        |     | [ 87 ]  |
| |       | Cisterna Volley              | :        | Yuasa Battery Grottazzolina  |               |        |     | [ 88 ]  |
| |       | Mint Vero Volley Monza       | :        | MA Acqua S.Bernardo Cuneo    |               |        |     | [ 89 ]  |
| 15. KOLEJKA |       |                              |          |                              |               |        |     |         |
| |       | Cucine Lube Civitanova       | :        | Cisterna Volley              |               |        |     | [ 90 ]  |
| |       | Rana Verona                  | :        | Itas Trentino                |               |        |     | [ 91 ]  |
| |       | Allianz Milano               | :        | Mint Vero Volley Monza       |               |        |     | [ 92 ]  |
| |       | Valsa Group Modena           | :        | Sir Safety Perugia           |               |        |     | [ 93 ]  |
| |       | Sonepar Padova               | :        | Yuasa Battery Grottazzolina  |               |        |     | [ 94 ]  |
| |       | MA Acqua S.Bernardo Cuneo    | :        | Gas Sales Bluenergy Piacenza |               |        |     | [ 95 ]  |
| 16. KOLEJKA |       |                              |          |                              |               |        |     |         |
| |       | Itas Trentino                | :        | Mint Vero Volley Monza       |               |        |     | [ 96 ]  |
| |       | Sir Safety Perugia           | :        | Rana Verona                  |               |        |     | [ 97 ]  |
| |       | Gas Sales Bluenergy Piacenza | :        | Cucine Lube Civitanova       |               |        |     | [ 98 ]  |
| |       | Cisterna Volley              | :        | Valsa Group Modena           |               |        |     | [ 99 ]  |
| |       | Sonepar Padova               | :        | Allianz Milano               |               |        |     | [ 100 ] |
| |       | Yuasa Battery Grottazzolina  | :        | MA Acqua S.Bernardo Cuneo    |               |        |     | [ 101 ] |
| 17. KOLEJKA |       |                              |          |                              |               |        |     |         |
| |       | Cucine Lube Civitanova       | :        | Rana Verona                  |               |        |     | [ 102 ] |
| |       | Gas Sales Bluenergy Piacenza | :        | Sir Safety Perugia           |               |        |     | [ 103 ] |
| |       | Allianz Milano               | :        | Yuasa Battery Grottazzolina  |               |        |     | [ 104 ] |
| |       | Valsa Group Modena           | :        | Sonepar Padova               |               |        |     | [ 105 ] |
| |       | Mint Vero Volley Monza       | :        | Cisterna Volley              |               |        |     | [ 106 ] |
| |       | MA Acqua S.Bernardo Cuneo    | :        | Itas Trentino                |               |        |     | [ 107 ] |
| 18. KOLEJKA |       |                              |          |                              |               |        |     |         |
| |       | Itas Trentino                | :        | Sir Safety Perugia           |               |        |     | [ 108 ] |
| |       | Rana Verona                  | :        | Mint Vero Volley Monza       |               |        |     | [ 109 ] |
| |       | Cisterna Volley              | :        | Allianz Milano               |               |        |     | [ 110 ] |
| |       | Sonepar Padova               | :        | Cucine Lube Civitanova       |               |        |     | [ 111 ] |
| |       | Yuasa Battery Grottazzolina  | :        | Gas Sales Bluenergy Piacenza |               |        |     | [ 112 ] |
| |       | MA Acqua S.Bernardo Cuneo    | :        | Valsa Group Modena           |               |        |     | [ 113 ] |
| 19. KOLEJKA |       |                              |          |                              |               |        |     |         |
| |       | Sir Safety Perugia           | :        | Cisterna Volley              |               |        |     | [ 114 ] |
| |       | Cucine Lube Civitanova       | :        | MA Acqua S.Bernardo Cuneo    |               |        |     | [ 115 ] |
| |       | Allianz Milano               | :        | Itas Trentino                |               |        |     | [ 116 ] |
| |       | Valsa Group Modena           | :        | Yuasa Battery Grottazzolina  |               |        |     | [ 117 ] |
| |       | Sonepar Padova               | :        | Rana Verona                  |               |        |     | [ 118 ] |
| |       | Mint Vero Volley Monza       | :        | Gas Sales Bluenergy Piacenza |               |        |     | [ 119 ] |
| 20. KOLEJKA |       |                              |          |                              |               |        |     |         |
| |       | Itas Trentino                | :        | Valsa Group Modena           |               |        |     | [ 120 ] |
| |       | Rana Verona                  | :        | Cisterna Volley              |               |        |     | [ 121 ] |
| |       | Gas Sales Bluenergy Piacenza | :        | Sonepar Padova               |               |        |     | [ 122 ] |
| |       | Yuasa Battery Grottazzolina  | :        | Sir Safety Perugia           |               |        |     | [ 123 ] |
| |       | Mint Vero Volley Monza       | :        | Cucine Lube Civitanova       |               |        |     | [ 124 ] |
| |       | MA Acqua S.Bernardo Cuneo    | :        | Allianz Milano               |               |        |     | [ 125 ] |
| 21. KOLEJKA |       |                              |          |                              |               |        |     |         |
| |       | Allianz Milano               | :        | Sir Safety Perugia           |               |        |     | [ 126 ] |
| |       | Valsa Group Modena           | :        | Cucine Lube Civitanova       |               |        |     | [ 127 ] |
| |       | Cisterna Volley              | :        | Gas Sales Bluenergy Piacenza |               |        |     | [ 128 ] |
| |       | Sonepar Padova               | :        | Mint Vero Volley Monza       |               |        |     | [ 129 ] |
| |       | Yuasa Battery Grottazzolina  | :        | Itas Trentino                |               |        |     | [ 130 ] |
| |       | MA Acqua S.Bernardo Cuneo    | :        | Rana Verona                  |               |        |     | [ 131 ] |
| 22. KOLEJKA |       |                              |          |                              |               |        |     |         |
| |       | Itas Trentino                | :        | Gas Sales Bluenergy Piacenza |               |        |     | [ 132 ] |
| |       | Sir Safety Perugia           | :        | MA Acqua S.Bernardo Cuneo    |               |        |     | [ 133 ] |
| |       | Cucine Lube Civitanova       | :        | Allianz Milano               |               |        |     | [ 134 ] |
| |       | Rana Verona                  | :        | Valsa Group Modena           |               |        |     | [ 135 ] |
| |       | Cisterna Volley              | :        | Sonepar Padova               |               |        |     | [ 136 ] |
| |       | Mint Vero Volley Monza       | :        | Yuasa Battery Grottazzolina  |               |        |     | [ 137 ] |
| Godziny do 26 października 2025 roku podano według strefy czasowej UTC+2, a od 26 października 2025 roku – według strefy czasowej UTC+1. Źródło: |       |                              |          |                              |               |        |     |         |

### Tabela
| Lp.                                                                  | Drużyna                      | Pkt | Mecze | Mecze | Mecze | Rodzaj wyniku | Rodzaj wyniku | Rodzaj wyniku | Rodzaj wyniku | Rodzaj wyniku | Rodzaj wyniku | Sety | Sety | Sety  | Małe punkty | Małe punkty | Małe punkty |
| Lp.                                                                  | Drużyna                      | Pkt | M     | W     | P     | 3:0           | 3:1           | 3:2           | 2:3           | 1:3           | 0:3           | wyg. | prz. | stos. | zdob.       | str.        | stos.       |
| -------------------------------------------------------------------- | ---------------------------- | --- | ----- | ----- | ----- | ------------- | ------------- | ------------- | ------------- | ------------- | ------------- | ---- | ---- | ----- | ----------- | ----------- | ----------- |
| 1                                                                    | Itas Trentino                | 0   | 0     | 0     | 0     | 0             | 0             | 0             | 0             | 0             | 0             | 0    | 0    | MAX   | 0           | 0           | MAX         |
| 2                                                                    | Cucine Lube Civitanova       | 0   | 0     | 0     | 0     | 0             | 0             | 0             | 0             | 0             | 0             | 0    | 0    | MAX   | 0           | 0           | MAX         |
| 3                                                                    | Sir Safety Perugia           | 0   | 0     | 0     | 0     | 0             | 0             | 0             | 0             | 0             | 0             | 0    | 0    | MAX   | 0           | 0           | MAX         |
| 4                                                                    | Gas Sales Bluenergy Piacenza | 0   | 0     | 0     | 0     | 0             | 0             | 0             | 0             | 0             | 0             | 0    | 0    | MAX   | 0           | 0           | MAX         |
| 5                                                                    | Allianz Milano               | 0   | 0     | 0     | 0     | 0             | 0             | 0             | 0             | 0             | 0             | 0    | 0    | MAX   | 0           | 0           | MAX         |
| 6                                                                    | Valsa Group Modena           | 0   | 0     | 0     | 0     | 0             | 0             | 0             | 0             | 0             | 0             | 0    | 0    | MAX   | 0           | 0           | MAX         |
| 7                                                                    | Rana Verona                  | 0   | 0     | 0     | 0     | 0             | 0             | 0             | 0             | 0             | 0             | 0    | 0    | MAX   | 0           | 0           | MAX         |
| 8                                                                    | Sonepar Padova               | 0   | 0     | 0     | 0     | 0             | 0             | 0             | 0             | 0             | 0             | 0    | 0    | MAX   | 0           | 0           | MAX         |
| 9                                                                    | Cisterna Volley              | 0   | 0     | 0     | 0     | 0             | 0             | 0             | 0             | 0             | 0             | 0    | 0    | MAX   | 0           | 0           | MAX         |
| 10                                                                   | Yuasa Battery Grottazzolina  | 0   | 0     | 0     | 0     | 0             | 0             | 0             | 0             | 0             | 0             | 0    | 0    | MAX   | 0           | 0           | MAX         |
| 11                                                                   | Mint Vero Volley Monza       | 0   | 0     | 0     | 0     | 0             | 0             | 0             | 0             | 0             | 0             | 0    | 0    | MAX   | 0           | 0           | MAX         |
| 12                                                                   | MA Acqua S.Bernardo Cuneo    | 0   | 0     | 0     | 0     | 0             | 0             | 0             | 0             | 0             | 0             | 0    | 0    | MAX   | 0           | 0           | MAX         |
| Legenda: faza play-off faza play-off o 5. miejsce spadek do Serie A2 |                              |     |       |       |       |               |               |               |               |               |               |      |      |       |             |             |             |

Źródło: 
Punktacja: 3:0 i 3:1 – 3 pkt; 3:2 – 2 pkt; 2:3 – 1 pkt; 1:3 i 0:3 – 0 pkt
Zasady ustalania kolejności: zob. sekcję powyżej